# ۵۴ (فیلم)
۵۴ (۵۴) فیلمی به کارگردانی مارک کریستوفر است که در سال ۱۹۹۸ منتشر شد.

## خلاصه داستان
«شین» (رایان فیلیپ) مرد جوان و جذابی است که بعنوان میخانه دار در یک کلوب شبانه مشهور بنام استادیو ۵۴ شروع به کار می‌کند. او با خواننده ای مشهور بنام «آنیتا» (سلما هایک)، و شوهرش «گرگ» (برکین میر) آشنا می‌شود و …

## بازیگران
- رایان فیلیپ
- سلما هایک
- نو کمبل
- مایک مایرز
- برکین میر
- هیتر ماتارازو
- لورن هوتن
- مایکل یورک
- شری استرینگ‌فیلد
- سلا وارد
- الن آلبرتینی دو
- مارک روفالو